# Loxodonta cyclotis
El elefante africano de bosque o elefante de selva africano (Loxodonta cyclotis) es una especie de mamífero proboscídeo de la familia de los elefántidos. Fue considerado, durante mucho tiempo y hasta hace poco, como una subespecie de Loxodonta africana. Varios estudios recientes basados en el ADN han establecido que debe ser considerado una especie independiente.

## Características
Las principales características anatómicas diferenciales de esta especie son: 
- Su pequeña talla, que no suele exceder los 2,5 metros de altura en la cruz; el elefante de sabana suele medir de 3 a 4 metros.

- Tiene 5 uñas (como el elefante asiático) en cada pata delantera y 4 en cada pata trasera; el elefante africano de sabana tiene 4 y 3, respectivamente.

## Amenazas

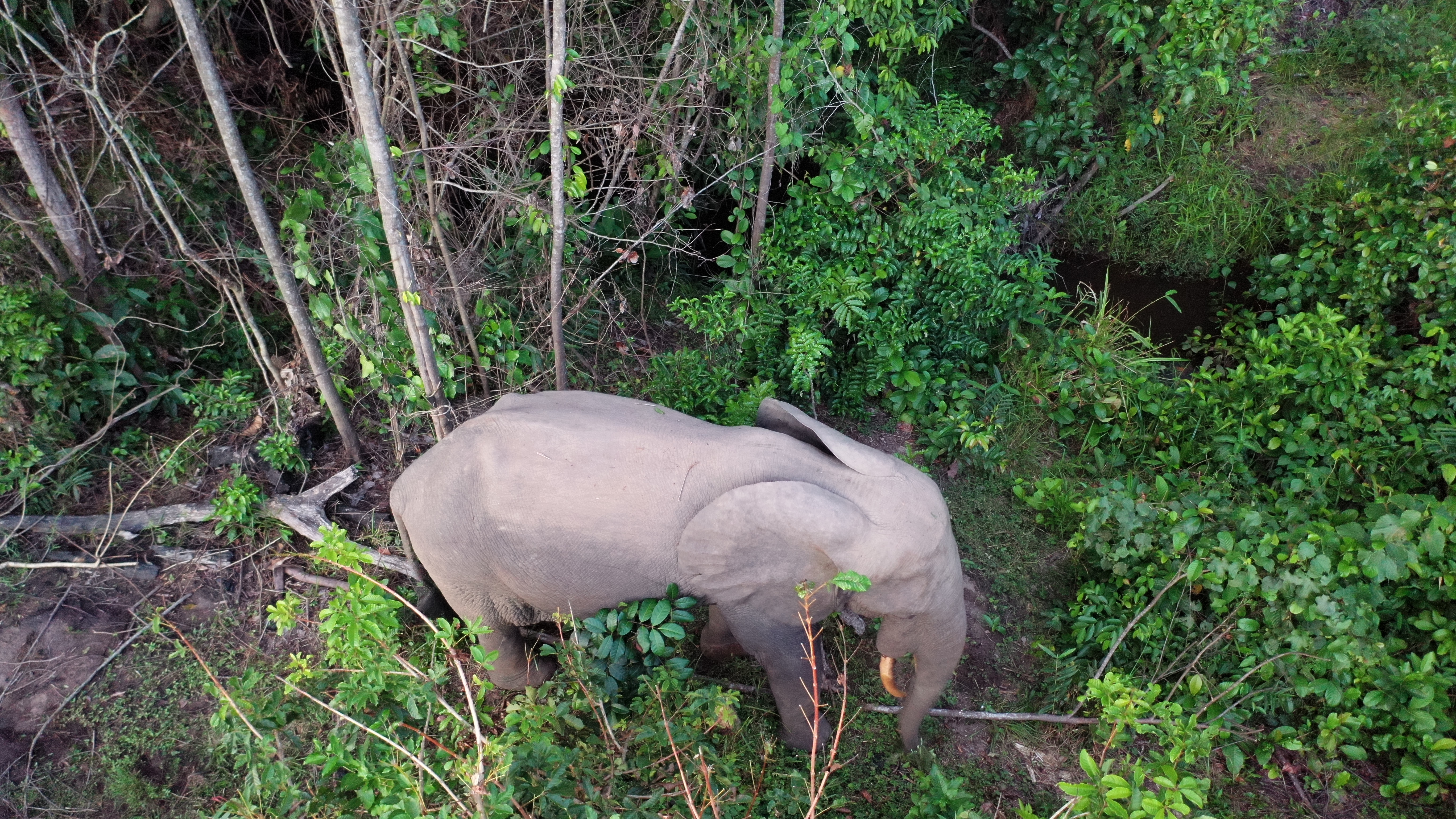
Elefante del bosque macho en el Langoué Bai (tala de bosques), el Parque Nacional de Ivindo, Gabón. Este macho llegó al claro para beber agua rica en minerales, obtenida de pozos cavados por los elefantes en lugares específicos dentro del claro.

Ambas especies de elefantes africanos están amenazadas principalmente por la pérdida de hábitat y la fragmentación del hábitat debido a la conversión de bosques en plantaciones de cultivos no maderables, la cría de ganado y la construcción de áreas urbanas e industriales. Como resultado, ha aumentado el conflicto entre humanos y elefantes. La caza furtiva por marfil y carne de caza es una amenaza significativa en África Central. Debido a un aumento en la caza furtiva, el elefante forestal africano fue declarado En Peligro Crítico por la UICN en 2021 después de que se descubriera que la población había disminuido en más del 80% en 3 generaciones.